# Ozero Lonje
Ozero Lonje (ryska: Озеро Лонье) är en sjö i Belarus.   Den ligger i voblasten Vitsebsks voblast, i den norra delen av landet, 210 km norr om huvudstaden Minsk. Ozero Lonje ligger 118 meter över havet.
I omgivningarna runt Ozero Lonje växer i huvudsak blandskog. Runt Ozero Lonje är det ganska tätbefolkat, med 72 invånare per kvadratkilometer.